# Nowellia curvifolia
Nowellia curvifolia là một loài rêu tản trong họ Cephaloziaceae. Loài này được (Dicks.) Mitt. miêu tả khoa học lần đầu tiên năm 1870.

## Hình ảnh

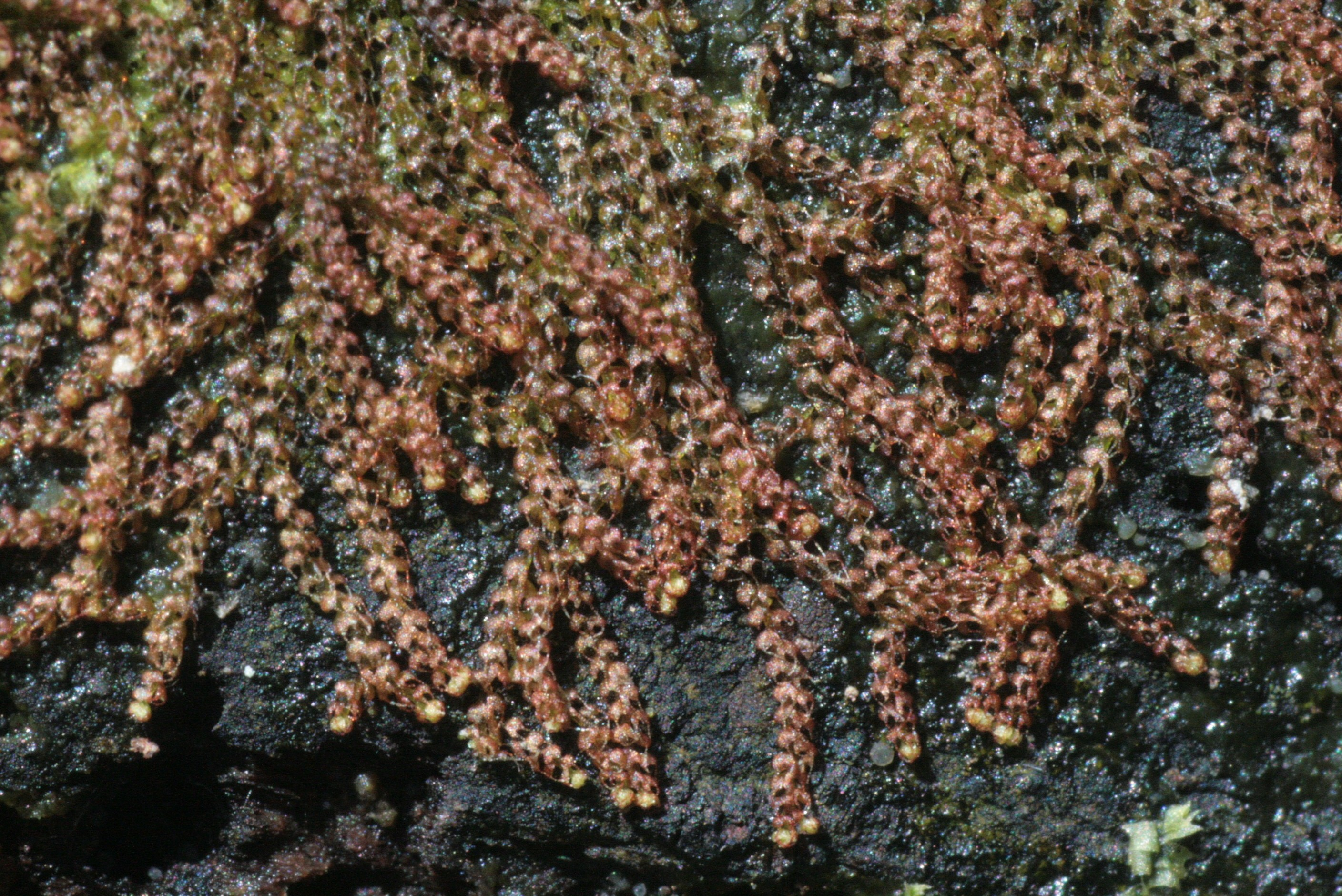
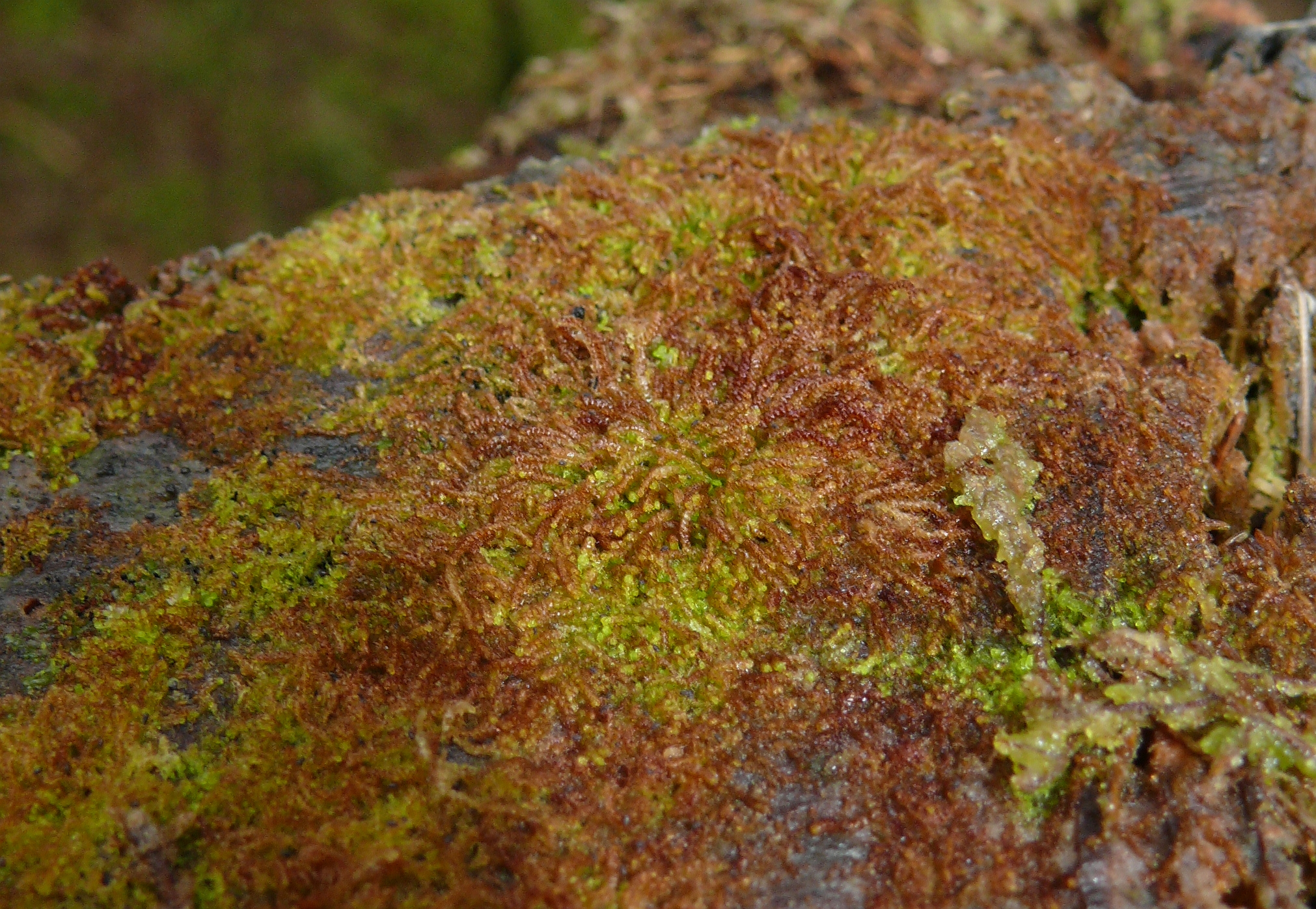
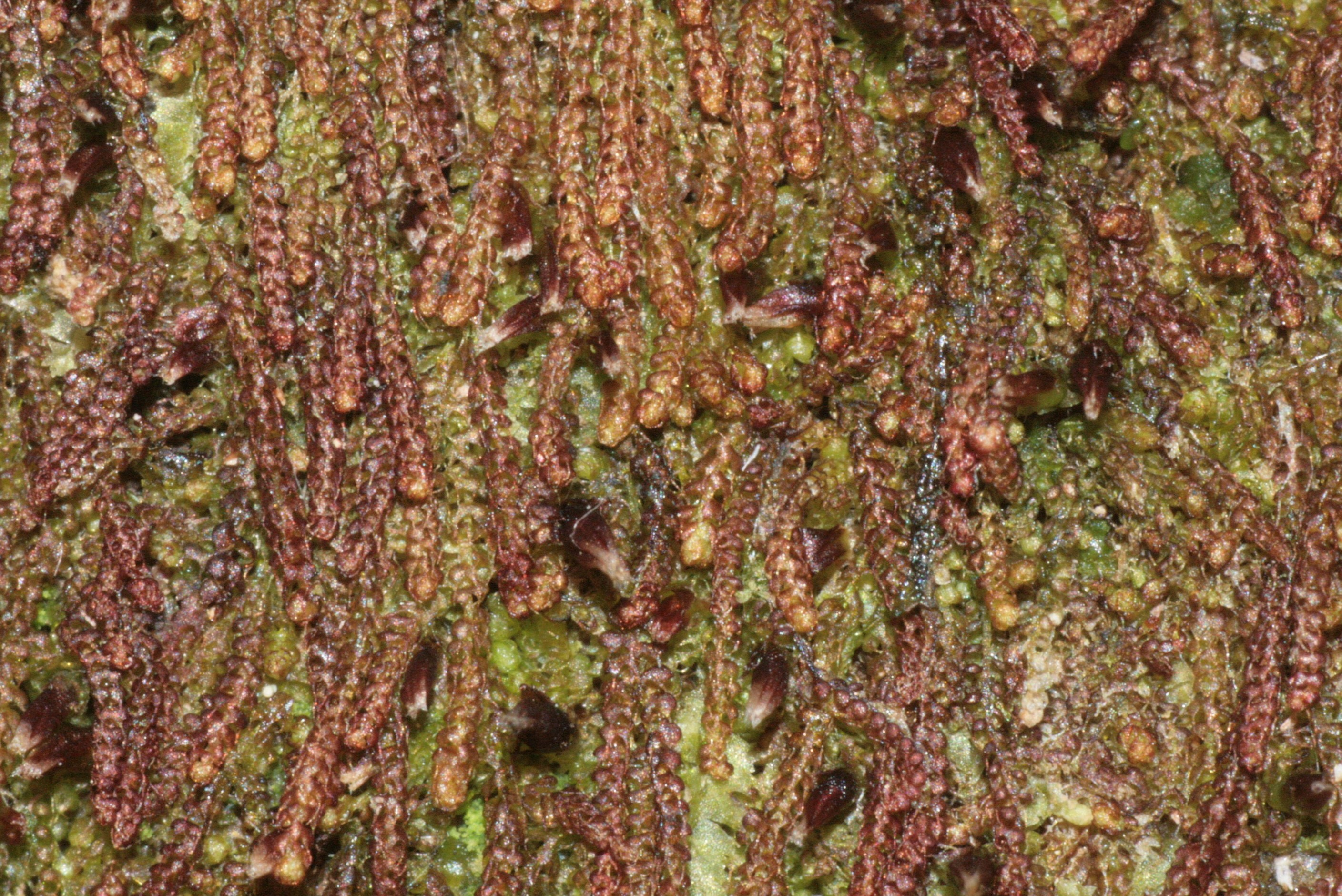
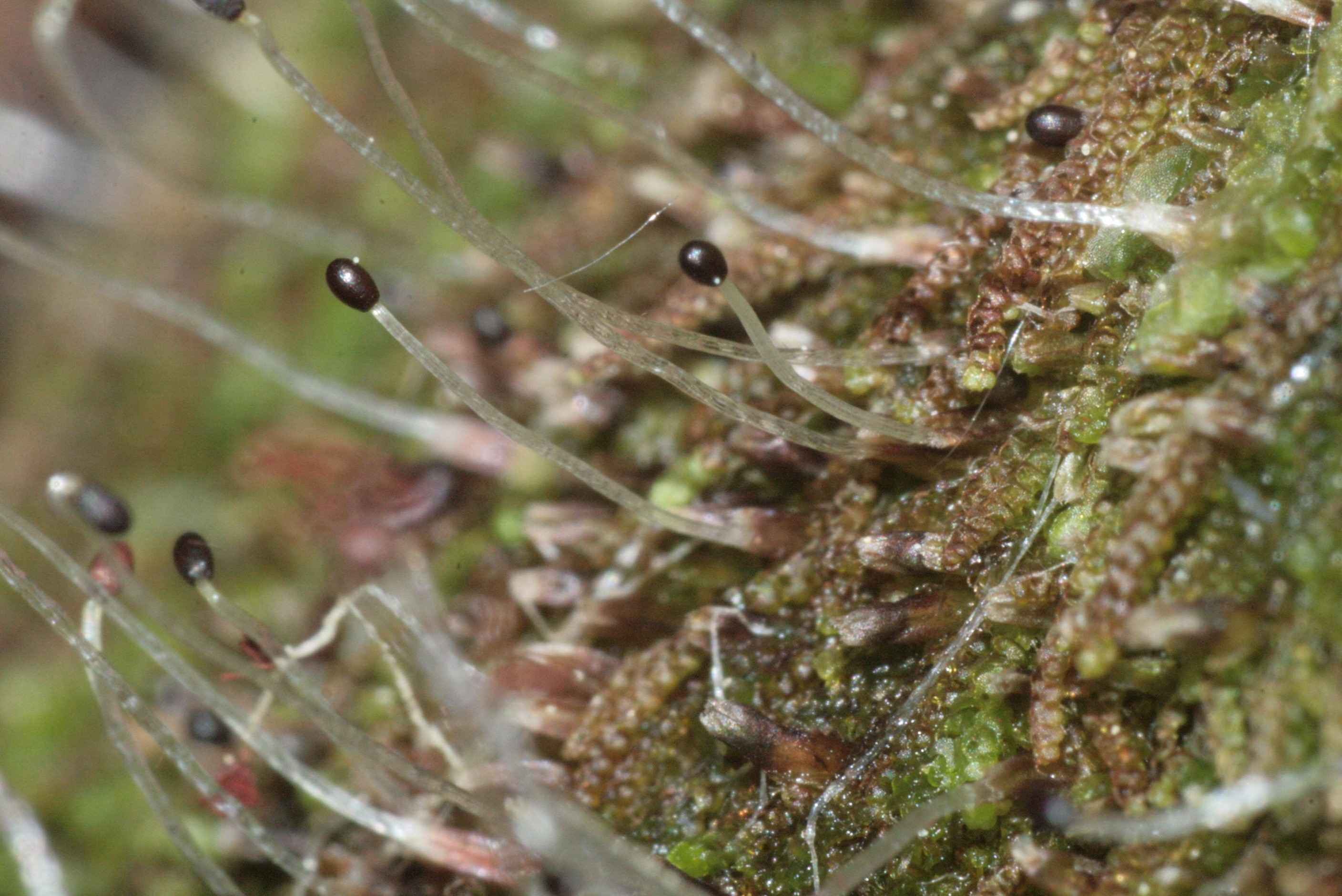